# Sumbar (folyó)
A Sumbar folyó (Sari-su, Sara-su, Ṣáríṣú) egy gyors folyó Dél-Türkmenisztánban és Észak-Iránban. Az Atrek mellékfolyója. A Sari-su név török eredetű és sárga vizet jelent.

## Földrajza
A Sumbar folyó hossza 245 kilométer, és 8,300 négyzetkilométernyi medencét ürít (3200 négyzetméter). A folyó az iráni Kopet-dag hegységben ered, és Türkmenisztánba áramlik. Hosszú szakaszon, mielőtt a Sumbar folyó beleömlik az Atrek-be, a két folyót a Marábeh nevű dombság választja el egymástól. Az Atrek Türkmenisztán-Irán határává válik, ott ahol a Sumbar beleömlik  a 37 ° 59′28 ″ N 55 ° 16′29 ″ ′ -ig.